# ورزشگاه شهید کاظمی
ورزشگاه شهید کاظمی یک ورزشگاه فوتبال در شهر تهران است. دارندهٔ کنونی این ورزشگاه، باشگاه پرسپولیس است.
این ورزشگاه که متعلق به سازمان غیردولتی شهرداری تهران است، در منطقه ۱۹ تهران و در کنار بزرگراه آزادگان قرار دارد؛ هم‌اکنون این ورزشگاه در اختیار باشگاه فوتبال پرسپولیس است.
با وجود اینکه در رسانه‌های درون ایران، خبرهایی مبنی بر واگذاری همیشگی این ورزشگاه به پرسپولیس منتشر شده بود، در تابستان ۱۳۹۹ اعلام شد که تنها هنگامی که شورای شهر تهران رأی به انتقال مالکیت بدهد، چنین خواهد شد و اینکه این ورزشگاه به باشگاه پرسپولیس واگذار شده است، در این زمان، کاملاً رد شد. همچنین باشگاه پرسپولیس در سال ۱۳۹۹، به دنبال میزبانی از شاهین بوشهر در ورزشگاه کاظمی بود که با مخالفت وزارت ورزش ایران روبرو شد و معاون وزیر ورزش و جوانان ایران، اعلام داشت که این ورزشگاه تحت مالکیت این باشگاه، نیست.
این ورزشگاه در سال ۱۴۰۱ به‌طور رسمی به باشگاه فوتبال پرسپولیس تهران واگذار شد.

## مشخصات

### مساحت
این ورزشگاه در مساحتی نزدیک به ۹۰٬۰۰۰ متر مربع و زیر بنایی به مساحت ۱۲٬۰۰۰ مترمربع ساخته شده است.

### گنجایش
این ورزشگاه با گنجایش ۱۵٬۰۰۰ تماشاگر ساخته شده و تمامی سکوها دارای صندلی می‌باشند.

### امکانات سازه
یک زمین چمن، پیست تارتان، جایگاه تماشاگران ویژه، سونا، جکوزی و پارکینگ از امکانات این ورزشگاه هستند. از دیگر ویژگی‌های این ورزشگاه تکنولوژی آبیاری چمن، زهکشی زمین، و برجهای نور است.
اتاق‌های بدنسازی، رختکن مربیان و داوران، آزمایش دوپینگ، کلاسهای آموزشی، بوفه، اتاق کنفرانس، پذیرایی و اتاق کار و همچنین سرویس‌های عمومی و اختصاصی بازیکنان، به همراه تأسیسات هواساز و ایرواشر از دیگر بخش‌های این سازه هستند.
رختکن سازه و برخی بخش‌های جزئی دیگر، با نظر برانکو ایوانکوویچ، سرمربی پیشین پرسپولیس نوسازی شده و تم باشگاه با رنگ و نمادهای آن بر سازه اعمال گردید. همچنین علی‌اکبر طاهری و ایوانکوویچ پس از جلسه‌هایی به جمع‌بندی برای مجهز کردن حرفه‌ای این ورزشگاه دست یافتند.

## پیشینه

### واگذاری به پرسپولیس
این ورزشگاه در تاریخ ۲۸ دی ۱۳۹۴ به مدت سه سال به باشگاه فوتبال پرسپولیس واگذار شد. تمرینات تیم فوتبال پرسپولیس پس از تأیید برانکو، در این ورزشگاه انجام می‌شود.
با وجود اینکه در رسانه‌های داخلی ایران، اخباری مبنی بر واگذاری دائمی این ورزشگاه به پرسپولیس منتشر شده بود، در تابستان ۱۳۹۹ اعلام شد که تنها هنگامی که شورای شهر تهران رأی به انتقال مالکیت بدهد، چنین خواهد شد و اینکه این ورزشگاه به باشگاه پرسپولیس واگذار شده است، در این زمان، کاملاً رد شد.
همچنین باشگاه پرسپولیس در سال ۱۳۹۹، به دنبال میزبانی از شاهین بوشهر در ورزشگاه کاظمی بود که با مخالفت وزارت ورزش ایران روبرو شد و معاون وزیر ورزش و جوانان ایران، اعلام داشت که این ورزشگاه تحت مالکیت این باشگاه، نیست. همچنین اعلام شد بحث واگذاری این ورزشگاه تنها در حد طرح مسئله بود.
در شهریور ۱۳۹۹ اعلام شد که با وجود اینکه باشگاه پرسپولیس هزینه‌های بسیاری را در ورزشگاه کاظمی کرده است، اما سند این ورزشگاه به نام این باشگاه نخواهد خورد و تنها امکان اجاره کردن ورزشگاه را خواهد داشت. در این دوره قرار بود پرسپولیس و استقلال دارای ورزشگاه جداگانه شوند.
در سال ۱۴۰۰ و دوران سرپرستی مجید صدری باشگاه پرسپولیس تلاش دوباره خود را برای میزبانی بازیهای رسمی پرسپولیس در ورزشگاه کاظمی انجام داد.